# 夏祭り (JITTERIN'JINNの曲)
「夏祭り」（なつまつり）は、JITTERIN'JINNの楽曲である。破矢ジンタが作詞・作曲を手掛けた。バンドの4枚目のシングルとして1990年（平成2年）8月29日に、日本コロムビア（BODYレーベル）から発売された。

## 解説
スポーツの応援歌として、しばしば使われており、特に東京ヤクルトスワローズのチャンステーマとして知られている。また高校野球・社会人野球（ヤマハ硬式野球部）の応援歌としてもよく用いられている。CRフィーバー大夏祭りのCMソングにもなった。
夏がテーマの曲を集めたコンピレーション・アルバム『夏歌2』（2005年6月22日発売）に収録されている。
2010年（平成22年）8月25日、曲中の相手となる少女のその時の気持ちに焦点を当てたペアソング（事実上のアンサーソング）「なつまつり」が音楽配信限定でリリースされた。ビデオクリップは、元々親交があるメンバーからの篤い依頼を受けた漫画家の松本大洋が手がけている。松本にとって、描き下ろしの作画をミュージックビデオとして提供するのはこの曲が初となった。

## 収録曲
全作詞・作曲・編曲：破矢ジンタ
1. 夏祭り
2. くわえたばこのブルース

## Whiteberryのカバー
日本のガールズバンド、Whiteberryの3枚目のシングルとして、2000年8月9日にソニーレコード（現：ソニー・ミュージックレーベルズ）から発売された。
- 毎日放送制作TBS系ドラマ30『ふしぎな話』主題歌、TVアニメ『ReLIFE』第12話エンディングテーマ（2016年）。
- オリコン最高3位を記録。Whiteberryの最大ヒット曲であり、『第51回NHK紅白歌合戦』出場の際にも歌われた。累計売上ではオリジナルのシングルを大きく上回っている。
- ロングセラーであり、CDシングル発売から約18年後の2018年7月度日本レコード協会リリースにて、フル配信でのダブル・プラチナ（50万DL）が認定された。
- 音楽ゲーム『太鼓の達人』では、アーケード版では第2作以降すべての作品に登場する人気曲である[注釈 1]。

### 収録曲
全編曲：坂井紀雄
1. 夏祭り [3:42] 
作詞・作曲：破矢ジンタ
2. がんばれ! 女の子 [4:00]
作詞：長谷川ゆかり、作曲：坂井紀雄

### 収録アルバム（Whiteberry）
夏祭り
- オリジナル『（初）』（2000年9月6日）
- オムニバス『MAX JAPAN 7〜best hits in japan 2000〜』（2000年11月22日）
- オムニバス『Girls Style Vol.1-21st century ニューパワー編-』（2001年9月19日）
- ベスト『KISEKI 〜the best of Whiteberry〜』（2004年4月28日）
- オムニバス『TEENAGE POP』（2004年8月4日）
- オムニバス『Summer』（2006年7月5日）
- オムニバス『Regain(仮)』（2007年7月11日）
- COVER RAGGA PROJECT『MELLOW LOVERS』（2008年7月23日）
- ベスト『GOLDEN☆BEST Whiteberry』（	2008年8月27日）
- オムニバス『夏うた〜サマー・ソング・コレクション〜 スーパーベスト』（2008年11月24日）
- オムニバス『J-ポッパー伝説2[DJ和 in WHAT's IN? 20th MIX]』（2009年2月18日）

がんばれ!女の子
- ベスト『KISEKI 〜the best of Whiteberry〜』（2004年4月28日）

## さんみゅ〜のカバー
日本の女性アイドルグループ・さんみゅ〜も本楽曲をカバーしている。このカバー版は、グループの3作目のシングルとして2013年7月3日にポニーキャニオンから発売された。
楽曲のサウンドプロデューサーを西川進が務めている。また、パーカッショニストとしてスティーヴ エトウが参加している。
楽曲のシングル盤は初回盤A、初回盤B、初回盤C、通常盤の4種類がリリースされた。各初回盤にはDVDが付属しており、それぞれ収録されている内容が異なる。特典として、オリジナルトレカと握手会イベント参加券が、また各初回盤に限りメンバーとの2ショット写真が撮れるプレミアムイベント参加応募券が封入されている。

### 初回盤A
| #  | タイトル                       | 作詞       | 作曲         | 編曲       | 時間 |
| -- | ------------------------------ | ---------- | ------------ | ---------- | ---- |
| 1. | 「夏祭り」                     | 破矢ジンタ | 破矢ジンタ   | 西川進     | 3:55 |
| 2. | 「前にススメ!」                | 大内正徳   | 井上トモノリ | 木之下慶行 | 4:15 |
| 3. | 「夏祭り (Instrumental)」      |            |              |            |      |
| 4. | 「前にススメ! (Instrumental)」 |            |              |            |      |

| #  | タイトル                                | 作詞 | 作曲・編曲 |
| -- | --------------------------------------- | ---- | ---------- |
| 1. | 「夏祭り Music Video」                  |      |            |
| 2. | 「夏祭り Music Video Dance Version」    |      |            |
| 3. | 「夏祭り Music Video Close Up Version」 |      |            |
| 4. | 「夏祭り Music Video Making」           |      |            |

### 初回盤B
| #  | タイトル                            | 作詞     | 作曲     | 編曲       | 時間 |
| -- | ----------------------------------- | -------- | -------- | ---------- | ---- |
| 1. | 「夏祭り」                          |          |          |            |      |
| 2. | 「終わらないで、夏」                | 大内正徳 | 南田健吾 | 井上慎二郎 | 4:09 |
| 3. | 「夏祭り (Instrumental)」           |          |          |            |      |
| 4. | 「終わらないで、夏 (Instrumental)」 |          |          |            |      |

| #  | タイトル                          | 作詞 | 作曲・編曲 |
| -- | --------------------------------- | ---- | ---------- |
| 1. | 「Document of さんみゅ〜 Vol.04」 |      |            |

### 初回盤C
| #  | タイトル                         | 作詞     | 作曲     | 編曲     | 時間 |
| -- | -------------------------------- | -------- | -------- | -------- | ---- |
| 1. | 「夏祭り」                       |          |          |          |      |
| 2. | 「目覚めよ!乙女」                | 大内正徳 | 河原嶺旭 | 中野定博 | 4:24 |
| 3. | 「夏祭り (Instrumental)」        |          |          |          |      |
| 4. | 「目覚めよ!乙女 (Instrumental)」 |          |          |          |      |

| #  | タイトル                          | 作詞 | 作曲・編曲 |
| -- | --------------------------------- | ---- | ---------- |
| 1. | 「Document of さんみゅ〜 Vol.05」 |      |            |

### 通常盤
| #  | タイトル                       | 作詞 | 作曲 | 編曲 |
| -- | ------------------------------ | ---- | ---- | ---- |
| 1. | 「夏祭り」                     |      |      |      |
| 2. | 「前にススメ!」                |      |      |      |
| 3. | 「夏祭り (Instrumental)」      |      |      |      |
| 4. | 「前にススメ! (Instrumental)」 |      |      |      |

## その他のカバー
- スターマイン -オリジナルの発売から間もない頃の1991年に発売されたニューギンのパチンコ機種（デジパチ）。花火を題材とした演出で、大当たり中の背景音楽は全体を通してこの曲を電子音にしたものが使われていた。
- Friends - 2008年放送のテレビアニメ『今日の5の2』第6話エンディングテーマとして使用された。後に2009年1月7日発売のアルバム『BEST FRIENDS』に収録。
- 浅倉杏美 - 2011年放送のラジオ大阪の番組『THE IDOLM@STER STATION!!!』のコーナーの1つ「歌姫楽園2011」でカバー。後に2012年2月29日発売のアルバム『THE IDOLM@STER STATION!!! Nouvelle Vague』に収録。
- さくらまや - 2012年12月5日発売のカバーアルバム『まや☆カラ カラオケクイーンさくらまやと歌おう!!』に収録。
- 高槻やよい（仁後真耶子） - 2013年発売の一番くじ プレミアム アイドルマスター PART1のF賞景品『ミュージックディスクコレクション』に収録。
- May J. - 2013年6月19日発売のカバーアルバム『Summer Ballad Covers』に収録。
- 鬱P、ミナツキトーカ（唄：ボーカロイド・初音ミク）（2013年） - アニメ『私がモテないのはどう考えてもお前らが悪い!』第6話エンディング
- 東山奈央 - 2017年放送のテレビアニメ『月がきれい』第8話挿入歌
- 内田真礼 - 2017年に日比谷野外音楽堂で行われた『UCHIDA MAAYA LIVE 2017 「+INTERSECT SUMMER+」』でカバー。後に映像ディスク化。
- Poppin'Party［戸山香澄（愛美）］- ゲーム『バンドリ! ガールズバンドパーティ!』収録曲。2018年7月31日追加[6]。
- 金森まりあ（茜屋日海夏） & 黒川すず（徳井青空） - ゲーム『キラッとプリ☆チャン』収録曲。2019年8月8日追加。2021年7月28日にプレイ期間を終了[7]。
- 御伽原江良 & ピンキーポップヘップバーン - 2019年11月2日発売のカバーアルバム『IMAGINATION vol.2』に収録[8]。
- ギルドシングル『夏祭り』
- GITADORA - 2012年2月23日稼働のGuitarFreaksXG3＆DrumManiaXG3に収録
- すとぷり - 2022年8月21日に配信限定シングルとして配信。
- 戦国 A LIVE - 2023年8月1日に、服部半蔵（白石康介）・武田信玄（鮎川太陽）・風魔小太郎（赤澤遼太郎）で構成されたゲーム内ユニット『せみしぐれ』によるカバーがゲーム内イベントにて配信。同日にサブスクリプションサービスへの配信、YouTubeでのMV配信も行われた。
- The Biscats - 2023年8月23日（配信）、8月30日（CD）発売のカバーアルバム『J-BOP SUMMER』に収録[9]。